# Linares (Colombia)
Linares è un comune della Colombia del dipartimento di Nariño.
Il comune venne istituito il 1º marzo 1871.